# Ширлі Верретт
Ширлі Верретт (англ. Shirley Verrett; 31 травня 1931, Новий Орлеан, США — 5 листопада 2010, Енн-Арбор, США) — американська оперна співачка (мецо-сопрано). Закінчила Джульярдську школу.